# Anumeta ochrea
Anumeta ochrea là một loài bướm đêm trong họ Erebidae.